# Bohdan Bandura
Bohdan Romanowycz Bandura, ukr. Богдан Романович Бандура, ros. Богдан Романович Бандура, Bogdan Romanowicz Bandura (ur. 30 stycznia 1960 w Kisielowsku, w obwodzie kemerowskim, Rosyjska FSRR) – ukraiński piłkarz, grający na pozycji napastnika, trener piłkarski.

## Kariera piłkarska

### Kariera klubowa
Wychowanek Internatu Sportowego we Lwowie. Pierwszy trener - W.I. Borejko. W 1980 rozpoczął karierę piłkarską w klubie Awanhard Równe. W 1981 bronił barw Karpat Lwów. Po fuzji z klubem SKA Lwów od 1982 został piłkarzem SKA Karpaty Lwów. W 1987 wrócił do Awanhardu Równe, a w 1989 już był zawodnikiem odrodzonych Karpat Lwów. Po sezonie 1991 w drużynie Karpaty Kamionka Bużańska przeszedł w 1992 do Skały Stryj. W 1993 powrócił do Lwowa i został piłkarzem FK Lwów, w którym zakończył swoje występy na poziomie profesjonalnym.

## Kariera trenerska
Po zakończeniu kariery piłkarskiej rozpoczął karierę trenerską. Najpierw był asystentem trenera w FK Lwów. W latach 2001–2002 prowadził drugą drużynę Karpat. W 2003–2006 pracował na stanowisku trenera w klubie Hazowyk-Skała Stryj. Następnie do kwietnia 2007 kontynuował pracę z FK Lwów, który zamienił w drugiej lidze stryjski zespół. W sierpniu 2007 otrzymał zaproszenie pełnić obowiązki trenera w klubie Wołyń Łuck. Od lata 2009 pomaga trenować klub Arsenał Biała Cerkiew.

## Sukcesy i odznaczenia
- Rekordzista (wraz z Wasylem Łeśkiwem) klubu FK Lwów w ilości strzelonych bramek - 36.